# 가와사키촌 (후쿠시마현)
가와사키촌(川崎村)은 후쿠시마현 니시시라카와군에 일찍이 존재했던 촌이다.

## 역사
- 1889년 4월 1일 - 정촌제 시행에 의해 3촌이 합병해 니시시라카와군 가와사키촌이 성립하였다.
- 1954년 10월 1일 - 가와사키촌은 세키하라촌과 합병해 이즈미자키촌이 성립하여, 동일 가와사키촌이 폐지되었다.

## 인구
- 1891년 1,827
- 1920년 2,396
- 1947년 3,770

## 교통

### 철도
- 일본국유철도 (→동일본 여객철도)
  - 도호쿠 본선

### 도로
- 국도 4호선

## 참고문헌
- 角川日本地名大辞典編纂委員会『角川日本地名大辞典 7 福島県』、角川書店、1981年 ISBN 4-04-001070-1
- 日本加除出版株式会社編集部『全国市町村名変遷総覧』、日本加除出版、2006年、ISBN 4-8178-1318-0